# 鄭乃馨
鄭乃馨（1997年6月25日—），本名為普娜潘·普潘皮帕（皇家轉寫：Pornnappan Pornpenpipat），乳名NeNe，现艺名Qala Nôir，出生於泰國曼谷的泰籍华裔，在中國大陸發展的泰國女歌手、舞者、演員及電台DJ，所属經紀公司為華影藝星，前為女子偶像組合硬糖少女303成員。
2015年，以泰國女子偶像組合MilkShake組合成員身份正式出道；同年，擔任93頻道《Talk Talk》電台DJ。2019年，參演愛奇藝網絡劇《超級影後之初次做人》，以演員身份在中國大陸正式出道。2020年，參加騰訊視頻偶像女團競演養成類真人秀節目《創造營2020》，最終排名獲得第5名，成為限定女團「硬糖少女303」成員。2022年，因限定女子偶像組合「硬糖少女303」活動滿期畢業後以個人歌手發展，而簽約唱片公司索尼音樂與發行單曲《約定》。

## 經歷
出生於泰國曼谷，父母都是曼谷潮州當地人。其父親喜歡中國歌手楊鈺瑩。

### 2015年－2018年：在泰國演藝活動
2015年11月8日，以泰國女子偶像組合MilkShake成員身份正式出道，並隨團發行首張數位單曲《SHARE》；同年，擔任93頻道《Talk Talk》電台DJ。
2016年4月7日，隨團發行第二張數位單曲《JOH》。

### 2019年－：在中國演藝活動
2019年6月28日，參演愛奇藝網絡劇《超級影後之初次做人》，鄭乃馨以演員身份在中國大陸正式出道。
2020年2月21日，參演GMMTV電視浪漫喜劇《假偶天成》，在劇中飾演「Air」，音樂社秘書。5月2日，參加騰訊視頻偶像女團競演養成類真人秀節目《創造營2020》。7月4日，在《創造營2020》總決賽中最終排名獲得第5名成績，成為期間限定團體硬糖少女303成員。
2021年2月17日，以國際學生助教（固定成員）出演騰訊視頻偶像男團競演養成類真人秀節目《創造營2021》。

### 2022年－：告別硬糖少女303後的單飛活動
2022年7月4日，正式畢業限定組合硬糖少女303。7月12日，簽約唱片公司索尼音樂娛樂，而發行首次個人單曲《約定》，此曲MV於7月18日發行。8月18日，發行第二首單曲《愛呀愛呀》。

## 個人生活

### 感情
2024年4月22日，郑乃馨发长文承认与泰星瓦奇拉维特·奇瓦雷（Bright）的恋情。

## 音樂作品

### EP（迷你專輯）
| #   | 專輯資料 | 曲目 | 備註 |
| 1st | 《與世界溫柔相處》 （GENTLE ON MY MIND） - 發行日期：2023年3月8日 - 語言：漢語普通話、英語 - 唱片公司：索尼音樂 - 形态：實體專輯 | 曲目 1. 約定（Promise） 2. 愛呀愛呀 3. 與世界溫柔相處（Gentle on My Mind） 4. All About That Day 5. 被遺忘的故事（OT：All About That Day） 6. My Star 7. 某一個晴天              |      |
| 2nd | 《Mad Love》 - 發行日期：2024年6月25日 - 語言：漢語普通話、英語、泰語 - 唱片公司：索尼音樂 - 形态：實體專輯                      | 曲目 1. 兔子猎手 2. 第三类爱人 3. BE美学 4. Fade（OT：BE美学） 5. So Why（中文版）（feat.邓典） 6. So Why（英文版）（feat.NewBlood） 7. Mad Love（中文版） 8. Mad Love（泰文版） |      |

### 單曲
| 發行日期       | 歌曲名稱                  | 歌曲資料                                                                                             | MV | 備註                                      |
| 2022年7月12日  | 《約定》                  | - 作詞／作曲／編曲：歐中建 - 製作人：司捷                                                            | ★  | 首張專輯第一首單曲                        |
| 2022年8月18日  | 《愛呀愛呀》              | - 作詞／作曲／編曲：金潤吉                                                                           | ★  | 首張專輯第二首單曲                        |
| 2022年9月22日  | 《明天见》                | - 作詞：慕清明 - 作曲：黄龙 - 編曲：Y.D. - 制作人：王伟光                                            |    | 《梦幻花园》5周年主题曲                   |
| 2022年9月30日  | 《我猜你也心动》          | - 作詞：王乙庆/孙艾藜 - 作曲：孙艾藜 - 編曲：孙沛 - 制作人：孙艾藜                                   |    | 《我的反派男友》网络剧插曲                |
| 2022年10月21日 | 《某一个晴天》            | - 作詞：执白 - 作曲：魏传迪 - 編曲：张黎 - 制作人 : 张黎/徐童琳                                      | ★  |                                           |
| 2022年11月15日 | 《与世界温柔相处》        | - 作詞：郑乃馨/岳琬清 - 作曲：KIRE/DENA/LIEN CHU - 編曲：KIRE/尹乔/徐童琳 - 制作人 : 徐童琳/尹乔     | ★  | 首張專輯第三首單曲                        |
| 2023年3月10日  | 《ละเมอ (梦游)》          | - 作詞：郑乃馨/Jap The Richman Toy - 作曲：郑乃馨 - 編曲：Tzila/Chris Fong                           |    |                                           |
| 2023年4月15日  | 《暗恋》                  | - 作詞：金灿灿 - 作曲：钱雷 - 編曲：宋扬                                                             |    | 《我们的民谣小镇》第5期，翻唱             |
| 2023年6月25日  | 《VACAY》                 | - 作詞：Achariya Dulyapaiboon/ณัฐวุฒิ ศรีหมอก - 作曲：Achariya Dulyapaiboon - 編曲：                     |    | 与F.HERO、Win Metawin合作                 |
| 2023年9月19日  | 《kiss me》               | - 作詞：孙艾藜/王乙庆 - 作曲：孙艾藜 - 編曲：孙沛                                                    |    | 《金牌客服董董恩》影视剧插曲              |
| 2023年9月20日  | 《兔子猎手》              | - 作詞：万一 - 作曲：郑乃馨/Hurshi/许荣臻/BFLo - 編曲：BFLo                                          |    | 第二張專輯第一首單曲                      |
| 2023年11月15日 | 《第三类爱人》            | - 作詞：吕易秋 - 作曲：Nene郑乃馨/许荣臻/Hurshi/BFLo - 編曲：BFLo                                    |    | 第二張專輯第二首單曲                      |
| 2023年12月22日 | 《Christmas, Me and You》 | - 作詞：Mr.LAMA - 作曲：TZILA - 編曲：TZILA                                                          |    |                                           |
| 2024年1月22日  | 《So Why》                | - 作詞：曾婕/VANCY/大迈MizarMin/mr.lama - 作曲：曾婕/大迈MizarMin/VANCY/mr.lama - 編曲：大迈MizarMin |    | 第二張專輯第三首單曲 与NewBlood、邓典合作 |

### 參與MilkShake組合單曲
| 發行日期      | 歌曲名稱             | 歌曲資料                 | MV | 備註       |
| 2015年11月8日 | 《SHARE》  | - 發行公司：HALO Society | ★  | 非專輯單曲 |
| 2016年4月7日  | 《JOH》    | - 發行公司：HALO Society | ★  | 非專輯單曲 |

### 《創造營2020》表演曲目
| 發行日期      | 歌曲資料 | 備註         |
| 2020年5月2日  | 《你最最最重要》 - 歌曲說明：節目官方主題曲 - 原唱者：全體學員                                                                                         |              |
| 2020年5月2日  | 《Best Part》 - 歌曲說明：初評級舞台 - 原唱者：Daniel Caesar／H.E.R                                                                                    | 第一期（上） |
| 2020年5月3日  | 《Someone You Loved》 - 歌曲說明：初評級舞台 - 原唱者：Lewis Capaldi                                                                                   | 第一期（下） |
| 2020年5月3日  | 《我要變好看》 - 歌曲說明：初評級舞台 - 原唱者：周思涵 - 合作演唱者：謝安然、伍雅露、張馨文                                                            | 第一期（下） |
| 2020年5月16日 | 《Honey》 - 歌曲說明：小組競演歌曲 - 原唱者：王心凌 - 合作演唱者：張藝凡、伍雅露、黃恩茹、卞卡、趙天愛、萬芳舟 - 備註：擔任中心位                      | 第三期（上） |
| 2020年5月30日 | 《一步成詩》 - 歌曲說明：位置測評歌曲 - 原唱者：王詩安 - 合作演唱者：妙靜鷗、馮琬賀、伍雅露、仲菲菲 - 備註：擔任隊長，獲得本場撐腰王                   | 第五期（下） |
| 2020年6月20日 | 《著迷 Lost In ME》 - 歌曲說明：主題考核歌曲 - 原唱者：原創歌曲 - 合作演唱者：胡瑪爾、胡嘉欣、康汐、李佳恩、伍雅露 - 嘉賓：丁禹兮 - 備註：擔任中心位   | 第八期（下） |
| 2020年6月20日 | 《這是我一直想對你說的話》 - 歌曲說明：前34名學員舞台 - 原唱者：原創歌曲 - 合作演唱者：前34名學員                                                      | 第八期（下） |
| 2020年7月4日  | 《摩登天后 It’s a Bomb》 - 歌曲說明：最終舞台歌曲 - 原唱者：原創歌曲 - 合作演唱者：劉些寧、劉夢、劉念、蘇芮琪、王柯、伍雅露、朱主愛 - 備註：擔任中心位 | 第十期       |
| 2020年7月4日  | 《愛情不需要時間證明》 - 歌曲說明：個人能力展示 - 原唱者：Klear樂隊                                                                                    | 第十期       |
| 2020年7月4日  | 《Daisies》 - 原唱者：Katy Perry - 合作演唱者：希林娜依·高、陳卓璇、蘇芮琪、王藝瑾、伍雅露、徐藝洋、朱主愛                                             | 第十期       |

## 影視作品

### 電視劇／網絡劇
| 首播日期      | 頻道     | 劇名                                       | 角色         | 備註          |
| 2017年8月19日 | GMMTV    | 《青蔥媽媽》           | Fon          | 客串          |
| 2019年6月28日 | 愛奇藝   | 《超級影后之初次做人》           | 女司璇／秦璇 | 女主角 網絡劇 |
| 2020年2月21日 | GMMTV    | 《因為我們天生一對》   | Air          | 配角          |
| 2020年7月12日 | 泰国3台  | 《惡魔的藝術》         | Aya          | 配角          |
| 2023年6月28日 | 腾讯视频 | 《麻煩請你先告白》                         | 林晨／林晚   | 女主角        |
| 2024年        |          | 《破繭2》                                  | 胡蝶         | 单元女主角    |

### 電影
| 上映時間      | 電影名稱                                                              | 角色      | 備註   |
| 2018年4月20日 | 《無障礙兄弟》 （中國片名：《翻臉3：三個貧男》） | Christine | 女主角 |
| 2018年11月5日 | 《宅男長成記之人偶初戀》                                    | 陳中智    | 女主角 |

### 常駐綜藝
| 播出日期                    | 頻道     | 節目名稱       | 備註                      |
| 2017年10月3日               | 愛奇藝   | 《唱響中華》   | 參賽者                    |
| 2020年5月2日－7月4日        | 騰訊視頻 | 《創造營2020》 | 參賽者 （第五名成團出道） |
| 2021年2月17日-2021年4月24日 | 腾讯视频 | 《创造营2021》 | 国际助教                  |
| 2024年2月3日-               | WeTV     | 《创造营亚洲》 | 导师                      |

### 電台主持
| 年份   | 頻道   | 節目名稱      |
| 2015年 | 93頻道 | 《Talk Talk》 |

## 公开活动

### 演唱會
| 年份   | 日期     | 地點                                    | 主題             | 備註 |
| 2023年 | 3月11日  | 泰國曼谷 SHOW DC HALL.                  | DIARY DE LA LUNE |      |
| 2023年 | 6月23日  | 中國長沙 湖南國際會展中心芒果館F廳      | 与世界温柔相处   |      |
| 2023年 | 9月23日  | 中國广州 久米空间Livehouse              | 与世界温柔相处   |      |
| 2023年 | 12月23日 | 中國上海 万代南梦宫上海文化中心梦想剧场 | 与世界温柔相处   |      |

### 頒獎典禮、時尚盛典
| 年份   | 日期    | 播放频道/平台 | 頒獎典禮 / 時尚盛典名稱 | 備註 |
| 2023年 | 2月25日 | 搜狐視頻      | 2022搜狐時尚盛典        |      |

### 晚会
| 年份   | 日期    | 播放频道/平台   | 節目名稱               | 表演曲目       | 備註 |
| 2022年 | 9月9日  | 央視網          | 開新炙熱夜             | 愛呀愛呀       |      |
| 2023年 | 1月14日 | 河南衛視 優酷   | 山海奇幻夜             | 愛呀愛呀       |      |
| 2023年 | 1月22日 | 湖南衛視 芒果TV | 全球華僑華人春節大聯歡 | 爆竹聲中一歲除 |      |
| 2023年 | 1月22日 | 東方衛視        | 2023東方衛視春節晚會   | 十二生肖       |      |
| 2023年 | 1月25日 | 浙江衛視        | 2023美好中國新歌會     | 約定           |      |

## 外部連結
- 鄭乃馨的新浪微博
- 鄭乃馨的Instagram帳戶
- 鄭乃馨的Facebook專頁
- YouTube上的鄭乃馨頻道
- 鄭乃馨的TikTok
- 鄭乃馨的哔哩哔哩个人空间
- 郑乃馨的抖音账号
- 郑乃馨的小红书账号
- 郑乃馨的快手账号
- 鄭乃馨在豆瓣上的资料（简体中文）
- 鄭乃馨在互联网电影资料库（IMDb）上的資料（英文）